# Hubertine Auclert
Hubertine Auclert (Tilly, municipi de Sant Prist de Murat Alier, 10 d'abril de 1848 - París, 8 d'abril de 1914) va ser una militant feminista francesa i editora que va lluitar pel sufragi femení i el dret de les dones a ser escollides com a candidates polítiques.
Va ser la primera a utilitzar el terme «feminisme» –el 1882– en el sentit en què s'utilitza actualment, definit com la lluita per millorar la situació de les dones. També va reclamar l'ús en femení de paraules com advocat, elector, diputat, etc.

## Joventut
Va néixer en una família de bona posició social, era la cinquena de set germans. El seu pare, un ric granger republicà, va ser alcalde de Sant Prist de Murat a l'inici de la Segona República, el 1848. Destituït després del cop d'estat de Napoleó Bonaparte el 1852, es va convertir en un feroç opositor al Segon Imperi.
Als nou anys va ser internada en un col·legi religiós, on va cursar els estudis; el seu pare va morir quan ella tenia tretze anys i, molt creient, va plantejar ordenar-se religiosa en la congregació de Sant Vicenç de Paül, però no va ser acceptada.
Va abandonar el convent el 1864 per allotjar-se amb sa mare a la casa del seu oncle. A la seva mort, el 1866, el seu germà la va internar en un convent a Montluçon. Considerada massa independent per les religioses, va ser expulsada per segona vegada de la vida monacal el 1869. Aquest rebuig, que consideraà injustificat, feu sorgir en ella un ressentiment anticlerical.

## La seva lluita
Lliure i materialment independent —havia rebut l'herència dels seus pares— trià la causa republicana i la lluita per la llibertat de les dones a partir de la revisió de les lleis del codi napoleònic: 
| « | soc gairebé des del naixement una rebel contra la submissió femenina; la brutalitat de l'home cap a la dona, que em va terroritzar des de la meva infància, em va portar aviat a estar determinada a reivindicar per al meu sexe la independència i la consideració. | » |

Va arribar a París en un moment en el qual la caiguda de Napoleó III i l'arribada de la Tercera República obrien la via a l'activisme de les dones, que exigien canvis en el codi napoleònic en favor de l'educació, la independència econòmica per a les dones, el divorci, el dret al vot, etc.

Van ser 
| « | els ecos dels discursos pronunciats en els banquets diaris organitzats pel periodista, maçó i lliurepensador feminista Léon Richer gairebé a la sortida del convent els que em van fer venir del Borbonesat a París a combatre per la llibertat del meu sexe. | » |

A París s'albergà a casa de la seva germana i es va incorporar a l'Associació pel dret de les dones. L'associació va ser dissolta el 1877, però va renéixer amb el nom de la Lliga Francesa pel Dret de les Dones, amb Victor Hugo com a president d'honor, impulsada per Léon Richer i Maria Deraismes. Hubertine Auclert es va convertir en la primera activista francesa a proclamar-se «feminista».
Mentre que el moviment feminista francès va orientar majoritàriament la seva acció envers els canvis legals, Auclert va exigir per a les dones el dret a presentar-se a les eleccions, argumentant que les lleis injustes no s'haguessin votat mai si s'haguessin escoltat les veus de les legisladores.
Victor Hugo li va proposar participar en el periòdic Avenir des femmes (Futur de les dones), dirigit per Léon Richer i Maria Deraismes. Auclert es va implicar en el moviment per defensar de manera més radical els drets de les dones i en particular el dret al vot. El 1876 va fundar la societat El dret de les dones, amb aquest objectiu, organització que el 1883 es va convertir en la societat El sufragi de les dones.

En la primavera de 1877 va llançar una crida a les dones de França: 
| « | Dones de França, nosaltres també tenim drets a reivindicar: és temps de sortir de la indiferència i de la inèrcia per protestar contra els prejudicis i les lleis que ens humilien. Unim els nostres esforços, associem-nos, l'exemple dels proletaris ens interpel·la, sapiguem emancipar-nos com ells! | » |

El 1878, malgrat la proposta d'Auclert, el Congrés Internacional sobre els drets de les dones que es va celebrar a París no va donar suport al sufragi femení.

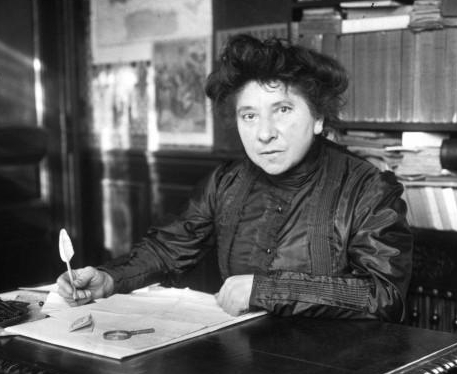
Auclert al 1910

Va apostar llavors pel moviment socialista i va participar en el tercer Congrés nacional obrer que a l'octubre de 1879 es va fer a Marsella. Allí va presentar un llarg informe en què deia: «Una república que mantingui les dones en condicions d'inferioritat no podrà fer els homes iguals». Malgrat aquest clar advertiment, les mentalitats proletàries no van ser receptives.
El 1880 va organitzar una vaga d'impostos defensant la idea que, donada l'absència de representació legal, les dones no havien de ser gravades amb impostos. Un dels seus consellers jurídics va ser l'advocat Antonin Lévrier, amb qui es casaria el 1887. El 8 d'abril de 1881 l'alta jurisdicció administrativa va rebutjar la seva petició i Hubertine Auclert hagué de cedir quan els agents judicials arribaren a sa casa i la precintaren.
El 13 de febrer de 1881 va llançar La Citoyenne, un periòdic en defensa de l'alliberament femení que va rebre el suport de l'elit del moviment feminista, entre d'altres el de l'escriptora i periodista llibertària Caroline Rémy, coneguda com a Séverine, i el de l'escriptora i artista Maria Bashkirtseff, que hi escrigué diversos articles. Mentre les seves contemporànies preferien una estratègia de petits passos reivindicant primer la igualtat de drets civils, Auclert va escollir militar en favor dels drets polítics de les dones.
El 1884 Auclert va denunciar la llei del divorci a causa de la flagrant discriminació contra les dones, a les quals no se'ls permetia guardar el seu salari i va proposar la idea, llavors radical, d'un contracte de matrimoni entre cònjuges amb separació de béns.
Hubertine Auclert va innovar també en la lluita feminista, reclamant la feminització de certes paraules (testimoni, advocat, elector, diputat, etc.).

El 1888, es va establir durant quatre anys amb el seu marit a Algèria abans de tornar a París. Obligada per raons financeres a posar fi a l'experiència de La Citoyenne, Auclert va continuar el seu activisme. El 1894, va col·laborar amb el periòdic La Libre Parole, impulsat pel periodista Edouard Drumont.

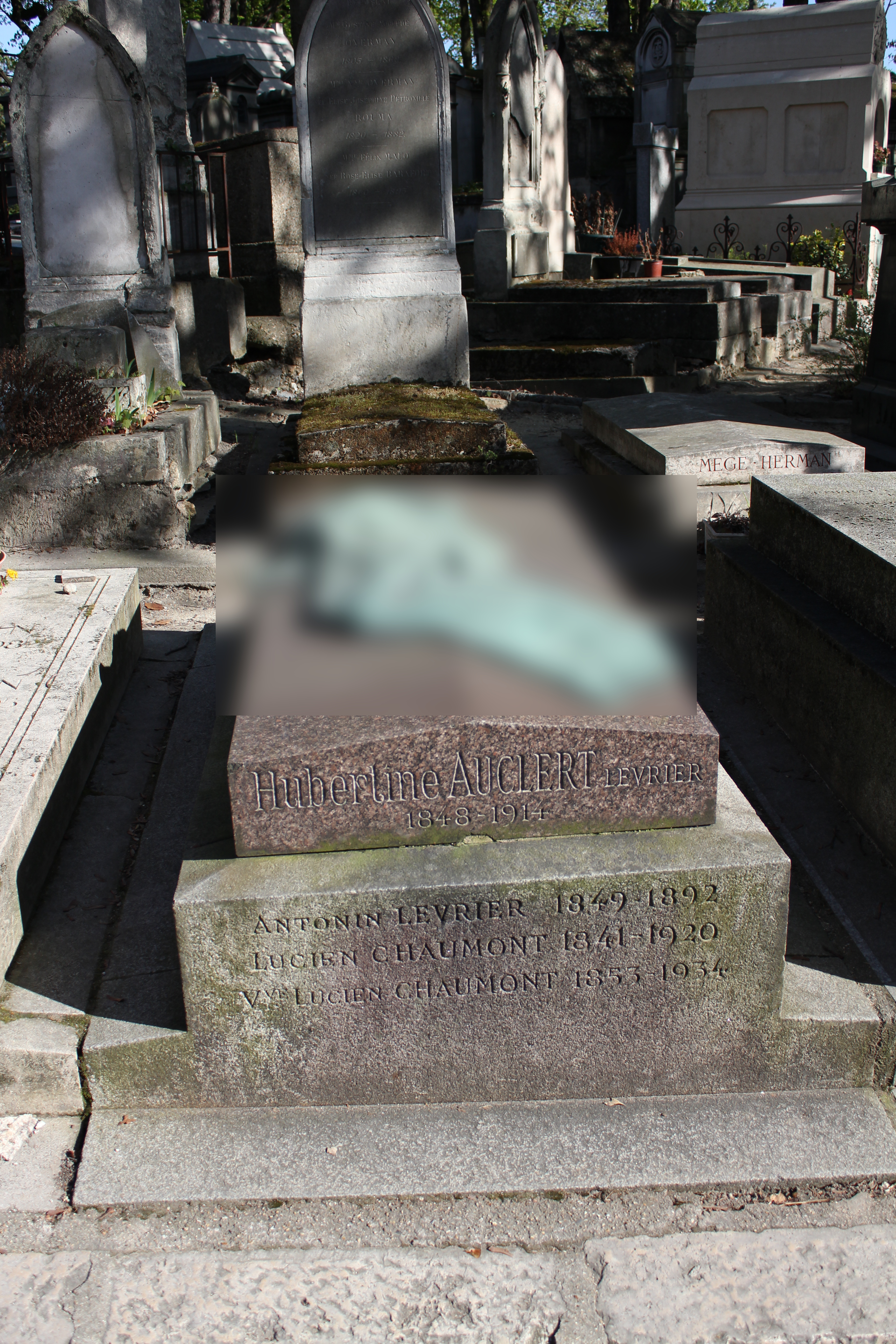
Tomba d'Hubertine Auclert en el cementiri del Père-Lachaise de París

El 1900 va participar en la creació del Consell Nacional de les Franceses, una organització creada amb l'objectiu de federar els grups feministes francesos, que aviat recolzarà el vot de les dones i, fruit de la seva estada a Algèria, publica aquest any Les dones àrabs, una obra en la qual va denunciar el doble pes que requeia sobre aquestes dones: el de la tradició ancestral i el del colonialisme.
El 1908, les franceses casades van aconseguir finalment el control dels seus propis salaris, però Auclert, que tenia ja 60 anys, va continuar reivindicant la igualtat completa i va protagonitzar diverses accions per cridar l'atenció sobre la discriminació contra les dones. Durant les eleccions municipals d'aquest any va trencar simbòlicament una urna a París. El 24 d'abril de 1910, fent estratègia amb Marguerite Durand i desafiant les autoritats, es va presentar com a candidata a les eleccions legislatives. La van seguir altres dues dones: Renée Mortier i Gabrielle Chapuis, candidatures que van ser rebutjades.
Entre els seus arguments habituals hi havia el fet de retre homenatge a Joana d'Arc i convertir-la en un símbol de la lluita feminista: «Joana d'Arc va ser la personalització del feminisme, no va tenir en compte ni els usos, ni l'autoritat dels poderosos, i va utilitzar, malgrat els homes, els drets dels homes per salvar el país».
Considerada com una figura central en la història del moviment dels drets de les franceses, Hubertine Auclert va prosseguir el seu activisme fins a la mort. Va ser enterrada en el cementiri del Père-Lachaise, divisió 49, de París. L'escultura sobre la seva tomba commemora el «sufragi de les dones».

## Obra
- Les dones àrabs a Algèria, París, Societat d'edicions literàries, 1900.

## Llegat
- Hi ha una escola de Tolosa de Llenguadoc que porta el nom d'Hubertine Auclert.[10]
- El 2013, en l'11è districte de París es va inaugurar la plaça Hubertine-Auclert.[11]